# Mahambo
Mahambo is een plaats en commune in het oosten van Madagaskar, behorend tot het district Fenoarivo Atsinanana, dat gelegen is in de regio Analanjirofo. Tijdens een volkstelling in 2001 telde de plaats 25.513 inwoners.
De plaats biedt naast lager onderwijs ook middelbaar onderwijs aan. 80 % van de bevolking werkt als landbouwer en 3 % verdient zijn brood als visser. De belangrijkste landbouwproducten zijn rijst en bananen; andere belangrijke producten zijn kruidnagelen en lychee. Verder is 17% actief in de dienstensector.
- Virtual International Authority File: 247410931